# Como tú ninguna (película)
Como tú ninguna es una película en blanco y negro coproducción  de Argentina y México dirigida por Roberto Ratto según su propio guion que se estrenó en 1946 en el Teatro América y que tuvo como protagonistas a José Cibrián y Maritza Rosales. Fue el debut cinematográfico de esta última.

## Reparto
- José Cibrián
- Maritza Rosales
- Otto Sirgo (padre)
- Ana María Lynch
- César del Campo